# Estelada

Estelada blava

Estelada vermella o roja o anche groga

L'estelada (pronuncia catalana: /ɐstəˈɫaðə/), letteralmente stellata; è la bandiera utilizzata da cittadini e movimenti indipendentisti nella regione spagnola della Catalogna, oltre che pancatalanisti nella comunità Valenzana e nelle Isole Baleari.

## Storia
Si hanno testimonianze di una prima versione della estelada con la stella inserita in un quadrato posto al centro della senyera catalana già nel 1908, tuttavia essa inizia a diffondersi nel 1918 con la nascita dei primi movimenti catalanisti. Essa simboleggia la lotta per l'indipendenza del popolo catalano. È basata sullo schema della senyera, a cui sono stati aggiunti un triangolo e una stella a cinque punte sulla parete sinistra.
Il triangolo blu (Estelada blava, /ɐstəˈɫaðə ˈbɫaβə/) rappresenta il cielo blu dell'umanità e all'interno risplende una stella bianca che rappresenta il desiderio dei catalani di poter decidere del loro futuro come un popolo indipendente e libero. 
Nel 1969 compare l'Estelada con la stella rossa su sfondo giallo, di tendenza socialista (Estelada roja, /ɐstəˈɫaðə ˈrɔʒə/).
Attualmente le due bandiere sono utilizzate indistintamente da diverse organizzazioni, collettivi e partiti politici indipendentisti dei Paesi catalani.